# Кавчин (Чарнковсько-Тшцянецький повіт)
Кавчин (пол. Kawczyn) — село в Польщі, у гміні Дравсько Чарнковсько-Тшцянецького повіту Великопольського воєводства.
Населення — 357 осіб (2011).
У 1975-1998 роках село належало до Пільського воєводства.

## Демографія
Демографічна структура станом на 31 березня 2011 року:
|          | Загалом | Допрацездатний вік | Працездатний вік | Постпрацездатний вік |
| -------- | ------- | ------------------ | ---------------- | -------------------- |
| Чоловіки | 180     | 48                 | 123              | 9                    |
| Жінки    | 177     | 52                 | 93               | 32                   |
| Разом    | 357     | 100                | 216              | 41                   |